# Гончаренко, Анатолий Алексеевич
Анатолий Алексеевич Гончаренко (род. 16 октября 1940, Глобино, Полтавская область) — советский и российский учёный, специалист по генетике, селекции и семеноводству озимой ржи. Академик РАН (2013), РАСХН (1997, членкор ВАСХНИЛ с 1991), доктор сельскохозяйственных наук (1985), профессор (1995). Заслуженный деятель науки Российской Федерации (2001).

## Биография
Родился 16 октября 1940 года в селе Глобино (ныне город в Полтавской области).
Окончил с отличием Полтавский СХИ (1963), где учился с 1958 года, агрономический факультет. В 1965—1967 гг. аспирант Украинского НИИ растениеводства, селекции и генетики им. В. Я. Юрьева (Харьков), там же работал младшим научным сотрудником лаборатории селекции озимой ржи (1968—1969) и в 1968 году защитил кандидатскую диссертацию по сельскохозяйственным наукам. В 1970—1971 гг. работал на Полтавской сельскохозяйственной опытной станции.
С 1971 года в Московском НИИ сельского хозяйства «Немчиновка»: младший, старший научный сотрудник, заведующий лабораторией селекции озимой ржи (1974—2005), руководитель селекционного центра и заместитель директора по селекционной работе (с 1997 г.), с 2006 г. главный научный сотрудник. Подготовил 10 кандидатов наук.
Член редакционных коллегий журналов «Российская сельскохозяйственная наука» и «Сельскохозяйственная биология» (серии биология растений).
Награжден орденом Дружбы (2006), медалью «Ветеран труда», золотыми, серебряными и бронзовыми медалями ВДНХ и ВВЦ, золотой медалью имени П. П. Лукьяненко (2008).
Опубликовал свыше 250 научных работ, в том числе за рубежом, имеет 18 авторских свидетельств и патентов на изобретения. Автор 12 сортов озимой ржи, которые, как отмечается на сайте ФАНО России, относятся к числу лучших достижений отечественной селекции.